# Robert Caillaud
Robert Caillaud (1921-1995) est un général de division de l'armée française ayant servi durant la Seconde Guerre mondiale et les conflits coloniaux.

## Biographie

### Origines
Robert Caillaud est né en 1921 à Aubiat, en Auvergne, où il passe son enfance.
En 1941, il intègre l'École spéciale militaire, alors déplacée à Aix-en-Provence en raison de l'occupation allemande, au sein de la promotion Charles de Foucauld (1941-1942).

### Seconde Guerre mondiale
Après l'invasion de la zone libre par les Allemands le 11 novembre 1942, Robert Caillaud entre en résistance au sein de l’Organisation de Résistance de l’Armée. Parallèlement, il est nommé cadre des chantiers de la jeunesse par le régime de Vichy, où il s’efforce de développer l’esprit de résistance et de patriotisme afin de motiver des jeunes à rejoindre le maquis. Malgré une arrestation par la Gestapo, il continue le combat et rejoint l’Armée Secrète.
À la suite du débarquement de Provence, le sous-lieutenant Caillaud prend part aux combats du Rhône et de la Loire en rejoignant la première armée française, commandée par le général De Lattre. En septembre 1944, il s’illustre lors de la bataille du Bec d’Allier où ses deux sections défendent victorieusement le pont de Decize face aux 13 000 hommes du général Elster. En 1945, il participe à la campagne d’Allemagne au sein du 152e régiment d'infanterie.
Il termine la guerre avec 3 citations sur sa Croix de guerre et reçoit la Légion d’honneur en 1948 à seulement 27 ans.

### Indochine

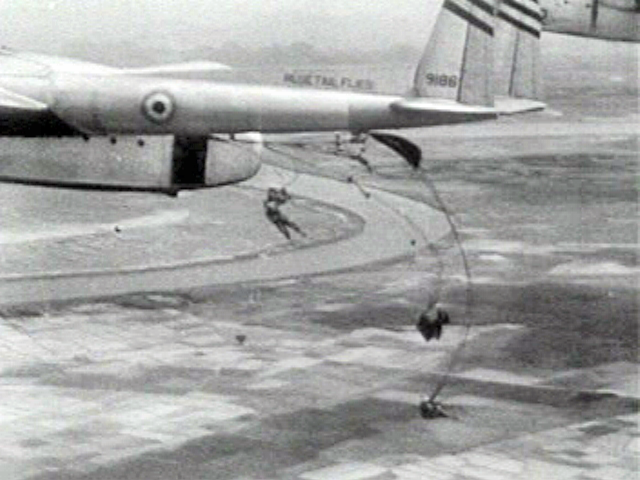
Opération aéroportée sur Dien Bien Phu en 1954

Robert Caillaud rejoint ensuite la Légion étrangère avec laquelle il part en Indochine. Il participe notamment aux combats de la RC4 et de Dien Bien Phu. Lieutenant au 2e REI, il se distingue par son inventivité en formant un peloton de légionnaires à cheval. Il est ensuite envoyé au 2e BEP en Algérie pour y former la 1re compagnie avant son déploiement. En décembre 1949, sa compagnie saute de nuit sur la garnison de Tra Vinh, alors encerclée par trois régiments Vietminh, et repousse l'attaque ennemie.
Il se porte volontaire pour sauter dans la cuvette de Dien Bien Phu et rejoindre selon ses mots « les copains qui sont là-bas et qui ne comprendraient pas que je les abandonne ». Il y atterrit le 6 avril 1954 et rejoint le combat auprès du commandant Marcel Bigeard jusqu'à la reddition de Dien Bien Phu le 7 mai 1954. Il est alors capturé et son emprisonnement se déroule au camp vietminh de rééducation no 1 (camp prévu pour les officiers).
Classé « élite » par ses chefs, il est à la fin de la guerre d'Indochine officier de la Légion d’Honneur et multiplement cité.

### Carrière dans les troupes parachutistes
Après sa libération, il rejoint le 2e REP lors de la guerre d'Algérie. Il est ensuite affecté à l’état-major des Troupes Aéroportées à Paris puis devient officier de liaison en Allemagne auprès de la Bundeswehr. Le 29 mai 1963, promu lieutenant-colonel, il prend le commandement du 2e REP qu'il réorganise en spécialisant chaque section afin de permettre aux compagnies de remplir les missions les plus diverses.
En 1972, le colonel Caillaud est nommé commandant de l’École des Troupes Aéroportées. Il œuvre alors pour la mise en place de ses projets mûris en État-Major dont la création du brevet des chuteurs opérationnels (il en sera lauréat à l’âge de 52 ans). Promu général trois ans plus tard, il prend le commandement de la 1re Brigade parachutiste, avant de terminer sa carrière militaire à l’état-major de la 11e Division parachutiste, en 1978.
Après ses adieux aux armes, il poursuit son œuvre en créant l’Amicale des Anciens Légionnaires Parachutistes, et livre ses derniers souvenirs aux jeunes engagés. Il préside, par ailleurs, l’Entraide Parachutiste de 1984 à 1992.
Le général Robert Caillaud meurt en 1995.

## Décorations
- Grand officier de la Légion d'honneur (1978)
- Croix de guerre 1939–1945 avec trois citations
- Croix de guerre des Théâtres d'opérations extérieurs avec huit citations, dont trois à l’ordre de l’armée
- Croix de la Valeur militaire avec trois citations, dont deux à l’ordre de l’armée
- Médaille des blessés

## Hommages et postérité
Le 24 juillet 2021, la 207e promotion (2020-2023) de l'École spéciale militaire de Saint-Cyr a été baptisée "Promotion Général Caillaud",,.
Une rue de son village natal (Aubiat) porte son nom.